# Beatdown hardcore
Beatdown hardcore, znany również jako beatdown, to podgatunek muzyki hardcore punk, charakteryzujący się wyjątkową agresją, ciężkim brzmieniem oraz powolnymi, rytmicznymi breakdownami. Gatunek ten powstał w latach 90. XX wieku jako ekstremalna forma hardcore’u, rozwijając się równolegle z innymi stylami jak metalcore czy deathcore, jednak zachowując swoją surowość i uliczny charakter.

## Charakterystyka muzyczna
Beatdown hardcore wyróżnia się następującymi cechami:
- Breakdowny – powolne, rytmiczne fragmenty utworów, stanowiące centralny punkt kompozycji, często używane do budowania napięcia i zachęcania do intensywnej aktywności fizycznej (mosh).
- Brzmienie – nisko zestrojone gitary, mocno przesterowane riffy i potężne partie perkusyjne o prostym, ale bardzo ciężkim rytmie.
- Wokal – niskie growle, krzyki oraz tzw. mosh calle, czyli charakterystyczne okrzyki kierowane do publiczności (np. „Bring it back!”, „You know what’s next!”).
- Tematyka tekstów – teksty piosenek często koncentrują się wokół przemocy, zemsty, życia ulicznego, lojalności, zdrady oraz gniewu. Mniej popularne są tematy polityczne czy społeczne, znane z klasycznego hardcore punku.
- Estetyka sceniczna – koncerty beatdown hardcore są znane z bardzo intensywnej atmosfery, często związanej z brutalnymi moshpitami i elementami slam dancingu.

## Pochodzenie i rozwój
Gatunek ten wywodzi się z bardziej brutalnych odmian nowojorskiego hardcore’u (np. Madball, Bulldoze), a także z wpływów death metalu i sludge metalu. Z czasem ewoluował w kierunku jeszcze bardziej minimalistycznych, cięższych brzmień.
Wczesne beatdownowe zespoły to m.in. Bulldoze, Shattered Realm i Six Ft Ditch, które ustanowiły fundamenty estetyki tego nurtu. W latach 2000–2010 nastąpił rozwój sceny europejskiej, z zespołami takimi jak Nasty (Belgia/Niemcy) czy Desolated (Wielka Brytania).

## Znani przedstawiciele
- Nasty
- Malevolence
- Shattered Realm
- No Zodiac
- Sunami
- Enemy Mind
- Desolated
- Six Ft Ditch

## Wpływ kulturowy
Beatdown hardcore cieszy się szczególną popularnością w środowiskach związanych z kulturą uliczną, sportami walki oraz subkulturami alternatywnymi. Mimo swojej niszowości, ma lojalną bazę fanów i regularnie pojawia się na festiwalach hardcore oraz ekstremalnego metalu.